# صفا امامی
صفا امامی از سیاستمداران ایرانی بود، که در دوره‌ پانزدهم بعنوان نماینده اصفهان در مجلس شورای ملی حضور داشت.